# Kurume Best Amenity Cup 2013
Il Kurume Best Amenity Cup 2013 è stato un torneo di tennis facente parte della categoria ITF Women's Circuit nell'ambito dell'ITF Women's Circuit 2013. È stata la 9ª edizione del torneo che si è giocata a Kurume in Giappone dal 13 al 19 maggio 2013 su campi in erba e aveva un montepremi di $50,000.

## Partecipanti

### Teste di serie
| Nazionalità | Giocatrice        | Ranking* | Testa di serie |
| ----------- | ----------------- | -------- | -------------- |
| Cina        | Zheng Saisai      | 155      | 1              |
| Kazakistan  | Zarina Dijas      | 205      | 2              |
| Svizzera    | Amra Sadiković    | 233      | 3              |
| Giappone    | Junri Namigata    | 236      | 4              |
| Croazia     | Ana Savić         | 244      | 5              |
| Belgio      | An-Sophie Mestach | 248      | 6              |
| Tunisia     | Ons Jabeur        | 255      | 7              |
| Giappone    | Sachie Ishizu     | 257      | 8              |

- Ranking al 6 maggio 2013.

### Altre partecipanti
Giocatrici che hanno ricevuto una wild card:
- Miyu Katō
- Yumi Miyazaki
- Yumi Nakano
- Akiko Yonemura

Giocatrici che sono passate dalle qualificazioni:
- Yuka Higuchi
- Kanae Hisami
- Miki Miyamura
- Yuuki Tanaka

## Vincitrici

### Singolare
Ons Jabeur ha battuto in finale  An-Sophie Mestach con il punteggio di 6–0, 6–2.

### Doppio
Kanae Hisami /  Mari Tanaka hanno battuto in finale  Rika Fujiwara /  Akiko Ōmae con il punteggio di 6–4, 7–6(2).